# 俠累
韩傀（？—前397年），字侠累，通称俠累。是战国初期韩国贵族，韓景侯的弟弟，韓烈侯的叔父。

## 生平
韓烈侯在位初期，俠累任韩国的相邦，與濮陽的嚴仲子爭權，嚴仲子失敗，出走他國。后来在齐国，有人向嚴仲子推薦聶政。嚴仲子雇聶政殺俠累，使俠累于周安王五年（甲申，公元前397年）被殺。一说波及韓哀侯，哀侯同死，但此说是将聂政刺韩傀与韩严刺哀侯混为一谈了。

## 被刺杀的过程
《资治通鉴》中记载俠累死前，有很多武士保护他，但是聶政直入上階，左右大亂，數十衛兵侍从被杀，聶政刺殺俠累终于得以成功。俠累死后，聶政為了避免親人遭到族誅，自毀顏面後切腹自杀，聶政被韩国人暴屍於市，但顏面毀去，無法指認身分。聶政姊姊聶嫈聞见他的死况可怜，也跟着自杀。也有言聶嫈亦因悲傷過度，暴斃於聶政身旁。

## 延伸阅读
[在维基数据编辑]
 《刺客列傳》，出自司馬遷《史記》